# Abdul Ghání Baradar
Abdul Ghaní Barádar (paštunsky عبدالغنی برادر‎, * 1968) je afghánský duchovní, jeden ze zakladatelů a nejvyšších vůdců radikálního islámského hnutí Tálibán.

## Život
Vyrostl v jihoafghánském Kandaháru. Po sovětské invazi do Afghánistánu v roce 1979 se připojil k vzdorujícím mudžahedínům a je možné, že právě tehdy se setkal s Muhammadem Umarem, s nímž pak založil hnutí Tálibán (mulla Umar je také autorem přezdívky „Barádar“, což znamená bratr). Po nástupu hnutí k moci v zemi v roce 1996 řídil administrativu země a velel vojenským operacím Tálibánu v oblastech hlavního města Kábulu a západoafghánského sídla Herátu. Podílel se také na guerillové válce hnutí na hranicích Afghánistánu a Pákistánu. Po americké invazi a pádu islamistického režimu v roce 2001 přesídlil do Pákistánu.
V roce 2010 byl Barádar při společné operaci pákistánských a amerických tajných služeb ISI a CIA v pákistánském Karáčí zatčen a pak strávil osm let ve vězení; propuštěn byl na americkou a afghánskou žádost. V letech 2019–2020 vedl za Tálibán mírová jednání se Spojenými státy, které vedly k mírové dohodě a následnému stažení vojsk NATO z Afghánistánu. V srpnu 2021 se v Kábulu tajně setkal ředitelem CIA Williamem Burnsem, s kterým jednal o průběhu a konečném termínu stažení amerických vojsk ze země. V září 2021 se v západních médiích objevily spekulace, že byl zabit při sporu o personální obsazení afghánské prozatímní vlády. 15. září Baradar tyto spekulace rozptýlil v televizním vystoupení.
Podle nepotvrzených informací je jeho manželkou sestra Muhammada Umara.